# トスカーナ大公国

トスカーナ大公国
Granducato di Toscana (イタリア語)

国の標語: Sotto una Fede et Legge un Signor solo（イタリア語）
一つの信仰と法の下に、一人の君主国歌: La Leopolda（イタリア語）
レオポルダ
トスカーナ大公国の位置（1815年）

トスカーナ大公国（トスカーナたいこうこく、イタリア語: Granducato di Toscana、ドイツ語: Großherzogtum Toskana）は、16世紀から19世紀にかけて北イタリアに存在した国家である。領域はほぼ現在のトスカーナ州にあたり、同州の前身となった。

## 歴史

### メディチ家時代

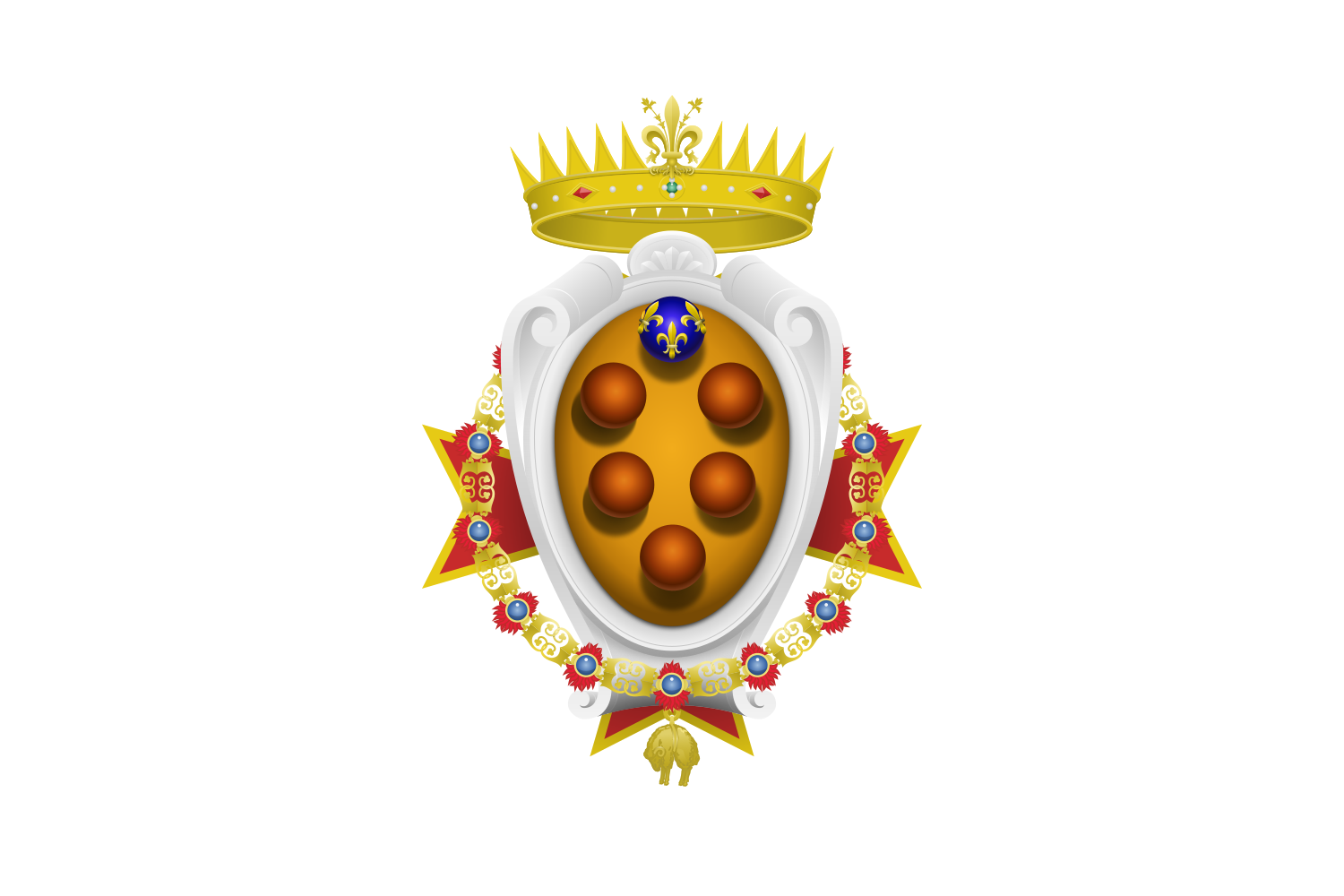
メディチ家時代の国旗

トスカーナが政治的な実体を持って地理的文化的に成り立ったのは、15世紀から始まった都市国家フィレンツェ共和国がその拡大政策によって1406年にピサ共和国を、1421年にはリヴォルノを取得したことに始まった。フィレンツェ共和国は、メディチ家が支配する16世紀に世襲制君主国のトスカーナ公国になり、領土はトスカーナ地方全域に拡大した。
メディチ家時代の第1期（1434年から1494年）はコジモ・デ・メディチ（治世：1434年 - 1464年）に始まり、メディチ家のフィレンツェ追放により終わる。その後フィオレンティーナ共和国（Repubblica Fiorentina）が建国されたが、1512年にメディチ家が復帰し、1527年にフィレンツェ共和国が再興された。1530年、神聖ローマ皇帝カール5世はアレッサンドロ・デ・メディチを摂政に任命し、1532年にアレッサンドロはフィレンツェ公となった。その為国名をフィレンツェ公国に改めた。
コジモ1世が1537年にトスカーナ公となるとイタリア戦争に関わっていき、カール5世のスペイン軍と共にフランスと結んだシエーナ共和国を攻撃し1555年にシエーナを占領した。そして、1559年のカトー・カンブレジ条約によりスペインに貸していた膨大な債権と引き換えにシエーナ共和国とシエーナ公の地位を手に入れ、併合した。
1569年にはローマ教皇ピウス5世により初代トスカーナ大公に叙され、トスカーナ大公国が成立した。コジモ1世からフェルディナンド1世までがメディチ家の絶頂期であった。その後メディチ家はジャン・ガストーネ（在位：1723年 - 1737年）まで続いたが、地中海貿易の衰退などによってイタリア自体国際的地位が低下し、トスカーナ大公国も衰退の一途を辿った。ジャン・ガストーネが没すると、後継者がなくメディチ家は断絶した。ジャン・ガストーネの遺言によってトスカーナ大公国はハプスブルク＝ロートリンゲン家に継承された。ただし、神聖ローマ帝国にもハプスブルク家の本領にも含まれず、大公国とメディチ家の財産は公国政府によって管理されることとなった。

### ハプスブルク＝ロートリンゲン家時代

ハプスブルク＝ロートリンゲン家時代のトスカーナ大公国旗。オーストリアの国旗をベースにしている。

ハプスブルク＝ロートリンゲン家の最初の大公はフランチェスコ2世（在位：1737年 - 1765年）である。ドイツ名をフランツ・シュテファンといい、元はロレーヌ公であったが、神聖ローマ皇帝カール6世の女子相続人マリア・テレジアとの婚姻にあたり、ロレーヌの隣国であるフランスが異議を唱えた。外交交渉とポーランド継承戦争の結果、フランスが婚姻を承認する代わりにロレーヌの割譲を受け（ルイ15世の岳父スタニスワフ・レシチニスキがロレーヌ公となり、その死後はフランス王国に併合された）、フランツには代償として後継者のいなかったトスカーナ大公の継承権が与えられたのである。フランツは父方と母方の双方から、メディチ家の大公フランチェスコ1世の血を引いていた。フランツは1745年に皇帝に選出されてフランツ1世となる（トスカーナ大公位はそのまま兼ねた）。大公国はフランツの死後に次男のレオポルド1世（在位：1765年 - 1790年）が継いだ。レオポルドは皇帝レオポルト2世として即位するとすぐに次男フェルディナンド3世（1790年 - 1824年）に大公位を譲るが、フェルディナンド3世はフランス革命戦争とナポレオンの時代に遭遇することになる。
1801年2月9日、リュネヴィル条約が締結されると、トスカーナはハプスブルク家からフランスに渡った。トスカーナ大公国は廃止され、エトルリア王国が建国された。ブルボン＝パルマ家のルドヴィーコ1世（1801年 - 1803年）とカルロ・ルドヴィーコ（1803年 - 1807年）が相次いで即位したが、1807年12月にエトルリア王国は廃止され、フランス帝国に併合された。その後ナポレオンが妹エリーズ（エリザ）を大公に即位させることでトスカーナ大公国は復活した（在位：1809年 - 1814年）。
1814年にナポレオン1世が失脚すると、フェルディナンド3世がフィレンツェに復帰した。ナポレオンはトスカーナ大公国領であるエルバ島に配流されたが、後に脱出して百日天下の動乱を起こしている。フェルディナンド3世に次いでレオポルド2世（1824年 - 1859年）が即位する。レオポルド2世は1859年4月27日、トスカーナ臨時政府の圧力に屈して退位し、フェルディナンド4世が登位するものの、トスカーナは国民投票の結果、1860年3月にサルデーニャ王国へ併合された。

## 歴代トスカーナ大公

### メディチ家
- コジモ1世（フィレンツェ公　在位：1537年 - 1569年、トスカーナ大公 在位：1569年 - 1574年）
- フランチェスコ1世（在位：1574年 - 1587年）
- フェルディナンド1世（在位：1588年 - 1609年）
- コジモ2世（在位：1609年 - 1621年）
- フェルディナンド2世（在位：1621年 - 1670年）
- コジモ3世（在位：1670年 - 1723年）
- ジャン・ガストーネ（在位：1723年 - 1737年）

メディチ家断絶。1738年に発効したウィーン条約により公位はロートリンゲン公フランツ・シュテファンに移る。

### ハプスブルク＝ロートリンゲン家
厳密にはフランチェスコ2世のみはロレーヌ（ロートリンゲン、ロレーナ）家である。フェルディナンド3世以降の家系はハプスブルク＝トスカーナ家ともいう。
- フランチェスコ2世（在位：1737年 - 1765年） - 神聖ローマ皇帝フランツ1世
- レオポルド1世（在位：1765年 - 1790年） - 神聖ローマ皇帝レオポルト2世
- フェルディナンド3世（在位：1790年 - 1799年）

1799年 - 1801年　フランス共和国による統治

### ブルボン家（エトルリア王国）
- ルドヴィーコ1世（在位：1801年 - 1803年）
- カルロ・ルドヴィーコ（在位：1803年 - 1807年）

1807年 - 1809年　フランス帝国による統治 

### ボナパルト家
- エリザ（在位：1809年 - 1814年）

### ハプスブルク＝ロートリンゲン家
- フェルディナンド3世（在位：1814年 - 1824年）（復位）
- レオポルド2世（在位：1824年 - 1859年）
1849年に革命のため大公位を一時逐われた。
- フェルディナンド4世（在位：1859年 - 1860年）
大公即位の翌年にトスカーナ大公国がサルデーニャ王国に併合されることが決定したため同年退位。